# Eriocaulon carsonii
Eriocaulon carsonii là một loài thực vật có hoa trong họ Cỏ dùi trống. Loài này được F.Muell. mô tả khoa học đầu tiên năm 1890.